# Rikito Inoue
Pour les articles homonymes, voir Inoue.
Rikito Inoue (井上 黎生人, Inoue Rikito), né le 9 mars 1997 dans la préfecture de Shimane, est un footballeur japonais qui évolue au poste de défenseur chez les Urawa Red Diamonds depuis 2024. De 2015 à 2020, il joue pour Gainare Tottori, puis pour Fagiano Okayama en 2021 et pour Kyoto Sanga FC en 2022-2023.

## Biographie
Originaire de la préfecture de Shimane, Rikito Inoue est un quart espagnol de par sa grand-mère. Il commence à jouer avec l'équipe Zōka JSC Kickers (雑賀JSCキッカーズ), puis s'entraîne avec Resta FC dans la préfecture de Shiga. Alors membre de l'équipe de football de l'École secondaire Kagoshima Jitsugyō (ja) à Kagoshima-ville, il rejoint l'équipe de J3 League Gainare Tottori en 2015. À partir de 2018, il devient joueur régulier et est présent à 89 matches consécutifs à partir de la 12e partie de la J3 League 2018, contre Blaublitz Akita, jusqu'à la 34e partie de la J3 League 2020, contre Roasso Kumamoto.
Il est transféré en 2021 à Fagiano Okayama et joue la saison complète de 42 matches. En 2022, Inoue est transféré de nouveau, cette fois-ci au Kyoto Sanga FC, avec qui il joue les saisons 2022 et 2023 de la JLeague. En 2024, il signe avec les Urawa Reds.

## Statistiques
| Saison                | Club                  | Championnat           | Championnat | Championnat | Coupe nationale | Coupe nationale | Coupe de la Ligue | Coupe de la Ligue | Total | Total |
| Saison                | Club                  | Division              | M.          | B.          | M.              | B.              | M.                | B.                | M.    | B.    |
| 2015                  | Gainare Tottori       | J3 League             | 8           | 0           | 0               | 0               | -                 | -                 | 8     | 0     |
| 2016                  | Gainare Tottori       | J3 League             | 0           | 0           | 0               | 0               | -                 | -                 | 0     | 0     |
| 2017                  | Gainare Tottori       | J3 League             | 14          | 1           | 0               | 0               | -                 | -                 | 14    | 1     |
| 2018                  | Gainare Tottori       | J3 League             | 30          | 2           | 2               | 0               | -                 | -                 | 32    | 2     |
| 2019                  | Gainare Tottori       | J3 League             | 34          | 1           | 1               | 0               | -                 | -                 | 35    | 1     |
| 2020                  | Gainare Tottori       | J3 League             | 34          | 3           | -               | -               | -                 | -                 | 34    | 3     |
| 2021                  | Fagiano Okayama       | J2 League             | 42          | 0           | 2               | 0               | -                 | -                 | 44    | 0     |
| 2022                  | Kyoto Sanga FC        | J League              | 28          | 1           | 5               | 0               | 6                 | 0                 | 39    | 1     |
| 2023                  | Kyoto Sanga FC        | J League              | 28          | 0           | 0               | 0               | 3                 | 0                 | 31    | 0     |
| Total sur la carrière | Total sur la carrière | Total sur la carrière | 218         | 8           | 10              | 0               | 9                 | 0                 | 237   | 8     |